# 青山テルマ
青山 テルマ（あおやま テルマ、1987年〈昭和62年〉10月27日 - ）は、日本の女性シンガーソングライター。奈良県大和高田市出身。上智大学国際教養学部卒業。

## 経歴
小学6年生まで奈良に住み、大阪のインターナショナルスクールまで往復4時間かけて通っていた。3歳の頃にジャネット・ジャクソン『リズム・ネイション』のミュージックビデオに興味を示す。10歳の頃に歌う楽しさに目覚め、ゴスペルを習い始める。12歳の頃に家族とともにアメリカのロサンゼルスへ移住し、その後、数年間をアメリカで過ごす。
2002年夏、日本に一時帰国。その際、音楽関係者から声をかけられたことをきっかけに、日本でのメジャーデビューを夢見るようになり、同年冬に帰国。拠点を東京に移し、調布市のインターナショナル・ハイスクールに通いながらボイストレーニングを始める。2006年、アメリカンスクールを卒業。同年9月、上智大学国際教養学部に入学。
メジャーデビュー前から、童子-TやSPHERE of INFLUENCE、DS455などの作品に参加する。2007年9月5日にシングル『ONE WAY』でメジャーデビューしたが、オリコン最高98位とヒットしなかった。しかし、その年にフィーチャリングゲストとして参加したSoulJaのシングル『ここにいるよ　feat.青山テルマ』のヒットを機に、知名度が急上昇する。2008年1月23日、今度はSoulJaをフィーチャーした2ndシングル『そばにいるね』をリリースし、オリコン1位を獲得。さらに、同曲にて「日本で最も売れた着うたフル楽曲」としてギネス世界記録を受賞している。同年末、第59回NHK紅白歌合戦に出場。
2012年3月26日、5年半かけて上智大学国際教養学部を卒業したことを自身のブログにて報告した。
2024年8月11日、一般男性との結婚を発表。

## 人物
- 身長156 cm[7]。
- トリニダード・トバゴ人と日本人のクォーター[3]（父方の祖父がトリニダード・トバゴ人）。
- 幼い頃に両親が離婚。現在は東京で母と二人で暮らしている[3]。
- 「テルマ」は本名である。父方の曾祖母の名前を受け継いだもので、Thelmaとつづり、「強い意志」を表す[8]。
- 「じゅり」という日本語名も持っており、フルネームは「青山テルマじゅり」である[9]。
- 28歳までにグラミー賞を受賞することが夢であると語っていた[10]。
- 後述するように、メジャーデビュー前にBS-iの子供向け英会話番組でお姉さん役を担当していたことがあり、2017年現在も日本コロムビアからDVDが発売されている[11]。ただし、本人はこれを黒歴史であると語っている。2017年5月にAbemaTVで放送された『くりぃむナントカ』に出演した際、当時の映像が公開され、非常に恥ずかしがる様子を見せていた[12]。
- 2016年以降、サバサバしたキャラクターが受けバラエティ番組への出演が増加した[13]。
- 2020年、アメリカで起こったジョージ・フロイドの殺害事件に際し、インスタグラムで自らも黒人の血を引き、日本人でもあり、日本でもアメリカでも差別を受けてきた経験を告白し、Black Lives Matter運動への賛同を表明した[14]。

## ディスコグラフィー

### シングル
| 枚   | 発売日         | タイトル                                                | 規格品番                                                        | 最高順位 |
| ---- | -------------- | ------------------------------------------------------- | --------------------------------------------------------------- | -------- |
| 1st  | 2007年9月5日   | ONE WAY                                                 | UPCH-5490                                                       | 98位     |
| 2nd  | 2008年1月23日  | そばにいるね feat. SoulJa                               | UPCH-5524                                                       | 1位      |
| 3rd  | 2008年7月9日   | 何度も                                                  | UPCH-9432(初回限定盤) UPCH-5545(通常盤)                         | 6位      |
| 4th  | 2008年11月12日 | 守りたいもの                                            | UPCH-5566                                                       | 18位     |
| 5th  | 2008年12月10日 | 大っきらい でもありがと                                 | UPCH-5570                                                       | 14位     |
| 6th  | 2009年3月11日  | 届けたい… feat.KEN THE 390／このまま ずっと             | UPCH-9470(初回限定盤A) UPCH-9471(初回限定盤B) UPCH-5581(通常盤) | 32位     |
| 7th  | 2009年8月5日   | 忘れないよ                                              | UPCH-9501(初回限定盤) UPCH-5617(通常盤)                         | 20位     |
| 8th  | 2010年1月27日  | Fall in Love（青山テルマ × SOL from BIGBANG名義）       | UPCH-5640                                                       | 29位     |
| 9th  | 2010年3月3日   | 帰る場所                                                | UPCH-5643                                                       | 63位     |
| 10th | 2010年6月30日  | サマーラブ!! feat. RED RICE from 湘南乃風               | UPCH-5640                                                       | 58位     |
| 11th | 2010年10月27日 | LET'S PARTY!／23                                        | UPCH-5670                                                       | 162位    |
| 12th | 2011年3月2日   | ずっと。                                                | UPCH-9616(初回限定盤) UPCH-5679(通常盤)                         | 33位     |
| 13th | 2011年5月25日  | WITHOUT U feat. 4Minute                                 | UPCH-9645(初回限定盤) UPCH-5700(通常盤)                         | 125位    |
| 14th | 2012年5月16日  | 君に会えるから… feat. SPICY CHOCOLATE,RYO the SKYWALKER | UPCH-5745                                                       | 180位    |
| 15th | 2019年1月16日  | In This Place～2人のキズナ                              | UPCH-7481(初回限定盤) UPCH-5957(通常盤)                         | 55位     |

#### 配信限定シングル
| 配信日         | 名義                    | タイトル                       | 備考                                 |
| -------------- | ----------------------- | ------------------------------ | ------------------------------------ |
| 2017年2月8日   | 青山テルマ              | My Only Lover                  |                                      |
| 2019年8月23日  | 青山テルマ×kemio        | ウチらのいる場所ぜんぶ世界遺産 | 「勝手に世界遺産委員会」テーマソング |
| 2021年3月14日  | MIYACHI & THELMA AOYAMA | CRAZY OUTSIDE (Remix)          | CRAZY OUTSIDEのEVISBEATSリミックス   |
| 2022年10月12日 | 青山テルマ              | いつまでも feat. SoulJa        |                                      |

### アルバム

#### フルアルバム
| 枚  | 発売日         | タイトル       | 規格品番                                  | 最高順位 |
| --- | -------------- | -------------- | ----------------------------------------- | -------- |
| 1st | 2008年3月26日  | DIARY          | UPCH-9508(初回限定盤) UPCH-1745(通常盤)   | 3位      |
| 2nd | 2009年9月9日   | Emotions       | UPCH-9419(初回限定盤) UPCH-1593(通常盤)   | 11位     |
| 3rd | 2011年6月15日  | WILL           | UPCH-9647(初回限定盤) UPCH-1837(通常盤)   | 61位     |
| 4th | 2014年8月6日   | Lonely Angel   | UPCH-9948(初回限定盤) UPCH-1986(通常盤)   | 183位    |
| 5th | 2017年9月6日   | 10TH DIARY     | UPCH-7352/3(初回限定盤) UPCH-2136(通常盤) |          |
| 6th | 2018年7月25日  | HIGHSCHOOL GAL | UPCH-7433(初回限定盤) UPCH-2156(通常盤)   | 56位     |
| 7th | 2021年10月27日 | Scorpion Moon  | UPCH-7602(初回限定盤) UPCH-2234(通常盤)   |          |

#### ミニアルバム
| 枚 | 発売日        | タイトル   | 規格品番  | 最高順位 |
| -- | ------------- | ---------- | --------- | -------- |
| 1  | 2011年5月3日  | LOVE STORY | -         | -        |
| 2  | 2015年9月16日 | GRAY SMOKE | UPCH-2052 | 203位    |

#### ベストアルバム
| 枚 | 発売日        | タイトル     | 規格品番                                | 最高順位 |
| -- | ------------- | ------------ | --------------------------------------- | -------- |
| 1  | 2011年8月24日 | SINGLES BEST | UPCH-9659(初回限定盤) UPCH-1842(通常盤) | 41位     |

#### 企画アルバム
| 枚 | 発売日         | タイトル                             | 規格品番                                | 最高順位 | 備考                                             |
| -- | -------------- | ------------------------------------ | --------------------------------------- | -------- | ------------------------------------------------ |
| 1  | 2008年12月10日 | PARTY PARTY 〜Thelma Remix〜         | UPCH-1650                               | 79位     | リミックスアルバム                               |
| 2  | 2009年2月11日  | LOVE! 〜THELMA LOVESONG COLLECTION〜 | UPCH-9467(初回限定盤) UPCH-1619(通常盤) | 1位      | コレクションアルバム                             |
| 3  | 2010年7月28日  | LOVE!2 -THELMA BEST COLLABORATIONS-  | UPCH-9578(初回限定盤) UPCH-1784(通常盤) | 34位     | コレクションアルバム                             |
| 4  | 2012年11月14日 | MY COVERS                            | UPCH-9799(初回限定盤) UPCH-1902(通常盤) | 78位     | カバーアルバム                                   |
| 5  | 2013年6月26日  | BALLAD                               | UPCH-1937                               | -        | コレクションアルバム                             |
| 6  | 2013年6月26日  | UP BEAT                              | UPCH-1938                               | -        | コレクションアルバム                             |
| 7  | 2016年4月27日  | LOVE! ～SPECIAL～                    | UPCH-7134                               | -        | コレクションアルバム                             |
| 8  | 2016年4月27日  | SMOKE & TEARS                        | UPCH-7135                               | -        | 「PINK TEARS」と「GRAY SMOKE」 2作品をコンパイル |

### 参加楽曲

#### フィーチャリング
- DS455「SUMMER PARADISE 〜Risin'To Tha Sun〜 feat.青山テルマ」（2007年6月6日）
- 童子-T『ONE MIC』（2007年8月29日）
  - 5.「TURN IT UP feat. VERBAL, LITTLE, KOHEI JAPAN, 青山テルマ」
- SoulJa「ここにいるよ feat.青山テルマ」（2007年9月19日）
- Mr.BEATS a.k.a. DJ CELORY 『BEAUTIFUL TOMORROW』（2008年1月16日）
  - 11.「LOVE @ 1st Sight feat. COMA-CHI, 青山テルマ」
- MAKAI『GARDEN』（2008年3月5日）
  - 2.「Garden of Love feat. 青山テルマ」
- 田中ロウマ「Forever Love feat.青山テルマ」（2008年3月5日）
- DJ PMX『THE ORIGINAL』（2008年6月25日）
  - 14.「Just Another Day feat. 青山テルマ, Kayzabro」
- 童子-T『12 Love Stories』（2008年9月24日）
  - 3.「約束の日 feat.青山テルマ」
- KEN THE 390「届けたくて… feat. 青山テルマ」（2009年2月11日）
- DJ MAKIDAI『DJ MAKIDAI from EXILE Treasure MIX 2』（2009年5月20日）
  - 1.「Dreamlover」
- バブルガム・ブラザーズ 『DA BUBBLEGUMBROTHERS SHOW ☆多力本願☆』（2009年11月25日）
  - 1.「DA BUBBLE GUM BROTHERS SHOW with 久保田利伸 & 青山テルマ」
- SoulJa「はなさないでよ feat. 青山テルマ」（2010年5月26日）
- デマルコ『STANDING SOLDIER/スタンディング・ソルジャー』（2010年6月23日）
  - 1.「NEVER GONNA LET YOU GO feat.青山テルマ」
- Da Mouth『首部曲 〜Da First Episode』（2010年10月8日）
  - （DISC-2）5.「Secret life」 / 愛紗 feat. 青山テルマ
- miCKun『D.N.A』（2011年1月12日）
  - 9.「Heaven's Lover feat. 青山テルマ」
- SPICY CHOCOLATE 『渋谷 RAGGA SWEET COLLECTION』（2011年9月14日）
  - （DISC-1）2.「君に会いたい… feat. 青山テルマ & RYO the SKYWALKER」
- 童子-T『12 Love Stories 2』（2011年11月30日）
  - 5.「LOVE TRAP feat. 青山テルマ」
- AK-69×般若×青山テルマ『On Fire』iTunes限定リリース！（2016年10月7日）
- 與真司郎（AAA）×青山テルマ『好き好き好き』（2019年10月30日）
- MIYACHI×青山テルマ『CRAZY OUTSIDE (Remix)』（2021年3月14日）
- UVERworld「SOUL feat.青山テルマ&愛笑む」

#### コーラス
- DS455 + BIG RON『BAYBLUES RECORDZ presents WINTERTIME WIT' THA D.S.C 〜White Nite〜』（2006年12月6日）
  - 3.「T-Luvin'」
  - 5.「Let's Party 〜Don't Worry Bout It〜」
- SPHERE of INFLUENCE「DIAMOND IN THE ROUGH」（2007年1月10日）
- 童子-T「Don't Stop」（2007年2月21日）
- SoulJa『DOGG POUND』（2007年2月28日）
  - 2.「CASSIS」

### その他
- 飲みたくて（2009年1月 - 3月14日の期間限定配信）
着うた、着うたフル
- OH BABY 恋してたい（2009年11月18日）
着うた、着うたフル

## タイアップ
| 曲名                                          | タイアップ                                                        |
| ONE WAY                                       | ドワンゴ「dwango.jp」TV-CMソング                                  |
| ONE WAY                                       | MLJ「アーティスト公式サウンド」TV-CMソング                        |
| ONE WAY                                       | テレビ東京系「流派-R」オープニングテーマ                          |
| ここにいるよ feat. 青山テルマ / SoulJa        | テレビ東京系「JAPAN COUNTDOWN」2007年9月度エンディングテーマ      |
| ここにいるよ feat. 青山テルマ / SoulJa        | テレビ東京系「やりすぎコージー」エンディングテーマ                |
| ここにいるよ feat. 青山テルマ / SoulJa        | テレビ東京系「メデューサの瞳」エンディングテーマ                  |
| ここにいるよ feat. 青山テルマ / SoulJa        | テレビ東京系「PVTV」オープニングテーマ                            |
| ここにいるよ feat. 青山テルマ / SoulJa        | TBS系「CDTV」2007年9月度エンディングテーマ                        |
| ここにいるよ feat. 青山テルマ / SoulJa        | 毎日放送（MBS）「Hz」エンディングテーマ                           |
| ここにいるよ feat. 青山テルマ / SoulJa        | MLJ「アーティスト公式サウンド」TV-CMソング                        |
| そばにいるね feat. SoulJa                     | テレビ東京系「モヤモヤさまぁ〜ず2」2008年1月度エンディングテーマ  |
| そばにいるね feat. SoulJa                     | テレビ東京系「JAPAN COUNTDOWN」2008年1月度エンディングテーマ      |
| そばにいるね feat. SoulJa                     | NTTドコモCMソング（2008年1月 - ）                                 |
| My dear friend                                | dwango「dwango.jp」TV-CMソング                                    |
| My dear friend                                | フジテレビ系アニメ「しおんの王」エンディングテーマ                |
| My dear friend                                | テレビ東京系「流派-R」オープニングテーマ                          |
| ママへ                                        | ロッテ 「ガーナミルクチョコレート」TV-CMソング                    |
| 何度も                                        | 任天堂 「大合奏！バンドブラザーズDX」TV-CMソング                  |
| You're My Only Shinin' Star                   | テレビ東京系ドラマ「cafe吉祥寺で」主題歌                          |
| 守りたいもの                                  | 関西テレビ放送/フジテレビ系ドラマ「チーム・バチスタの栄光」主題歌 |
| 大っきらい でもありがと                       | フジテレビ系「あいのり」主題歌                                    |
| このまま ずっと                               | NHKドラマ8「Q.E.D. 証明終了」主題歌                               |
| 飲みたくて                                    | 大塚製薬「オロナミンCドリンク」TV-CMソング                        |
| 好きです。                                    | 映画「恋極星」主題歌                                              |
| SOME DAY MY PRINCE WILL COME (いつか王子様が) | ジェーシービー「JCB ドリームプロジェクト」TV-CMソング             |
| 忘れないよ                                    | 映画「HACHI 約束の犬」日本版主題歌                                |
| Happiness                                     | 花王「エッセンシャル」TV-CMソング                                 |
| Cinderella Story                              | ブルボン「クラッシュルマンド」TV-CMソング                         |
| Believe                                       | テレビ東京系「バンクーバーオリンピック」テーマソング              |
| 帰る場所                                      | 映画「映画ドラえもん のび太の人魚大海戦」主題歌                   |
| In This Place～2人のキズナ                    | 映画「シュガー・ラッシュ：オンライン」日本版エンドソング          |

## 出演

### テレビ番組
- BS-i『CatChat えいごでFRIENDS DX』歌と踊り（2004年4月 - ）
- フジテレビ『めざましテレビ』ガクナビ ナレーション（2009年3月 - ）
- 日本テレビ『レコ☆Hits!』（2010年10月20日、2011年2月23日）出演
- 日本テレビ『世界に誇る50人の日本人 成功の遺伝史』（2016年2月22日） - サプライズゲストとして出演。
- テレビ朝日『あの人が「いいね」した一般人』→『いいねの森』（2020年4月 - 2021年3月） - MC
- テレビ朝日『フリースタイルティーチャー』（2020年7月7日 - 2023年9月27日） - MC[15]
- NHK Eテレ『英会話フィーリングリッシュ〜データで選んだ推しフレーズ〜』（2023年4月3日 - ） - MC[16]

#### 紅白歌合戦出場歴
| 年度                | 放送回 | 回 | 曲目         | 備考 |
| ------------------- | ------ | -- | ------------ | ---- |
| 2008年 （平成20年） | 第59回 | 初 | そばにいるね |      |

### ラジオ
- FM Yokohama「BREAK IT DOWN」（2007年4月 - 2008年3月、日曜日22時30分 - 23時00分）
- FM PORT「TOKYO→NIIGATA MUSIC CONVOY」（2007年4月 - 2008年3月、火曜日20時00分 - 22時00分）
- InterFM897「AIとテルマのFRIYAY!!」（2017年11月 - 2018年12月、第2,第4金曜日22時30分 - 23時00分）
- NHK-FM「ゆうがたパラダイス 青山テルマのアフタースクールパラダイス」（2018年4月 - 2021年3月、木曜日16時40分 - 18時00分）
- 東海ラジオ「青山テルマの笑わないともったいないから笑ってこーよ」（2020年4月 - 2021年3月、日曜日22時30分 - 23時00分）

### ウェブテレビ
- GX-伝説のキャバ嬢が女の子を大改革-（2021年6月24日 - 視聴終了、ABEMA） - リアクター[17]

### ウェブ配信
- PRODUCE 101 JAPAN SEASON2（2021年4月8日 - 6月13日、GYAO!・TBS） - ボーカルトレーナー[18]
- PRODUCE 101 JAPAN THE GIRLS （2023年10月5日 - 12月16日、Lemino・TBS） - ボーカルトレーナー[19]

### テレビドラマ
- FM999 999WOMEN'S SONGS 第6話（2021年6月、WOWOWオンデマンド・WOWOWプライム） - インターネットの女 役
- 火曜ドラマ「ユニコーンに乗って」（2022年7月 - 9月、TBS） - 夏井恵実 役[20]

### Webドラマ
- FLOWER SHOP DIARY 第4話 花屋の恋（2009年11月、レコチョク・music.jp・dwango.jp、ユニバーサルJFilm）

### 映画
- RUN60（2011年6月25日から1週間限定公開、ユニバーサルJ） - 特別出演

### CM
- 任天堂 ニンテンドーDS
- NTTドコモ（2008年） - 「そばにいるね」がCMソング。
- 大塚製薬 オロナミンCドリンク（2008年） - 上戸彩と共演。
- JCBドリームプロジェクト（2009年）
- 花王 エッセンシャル（2009年8月 - 2010年8月） - スザンヌ、劇団ひとり、アヤカ・ウィルソンと共演。CM曲も担当。
- 善都（2021年7月 - ）[21]
- Google Japan「Google Pixel」（2023年10月 - ）

### MV
- ちゃんみな「TOKYO 4AM」（2022年）[22]